# Kanton Celles-sur-Belle
Kanton Celles-sur-Belle is een kanton van het Franse departement Deux-Sèvres. Kanton Celles-sur-Belle maakt deel uit van het arrondissement Niort en telde 22.956 inwoners (2019).

## Gemeenten
Het kanton Celles-sur-Belle omvatte tot 2014 de volgende 9 gemeenten:
| Naam                           | Inwoners | Postcode | Insee-code |
| ------------------------------ | -------- | -------- | ---------- |
| Aigonnay                       | 590      | 79370    | 79004      |
| Beaussais-Vitré                | 968      | 79370    | 79030      |
| Celles-sur-Belle (hoofdplaats) | 3 576    | 79370    | 79061      |
| Fressines                      | 1 226    | 79370    | 79129      |
| Mougon                         | 1 765    | 79370    | 79185      |
| Prailles                       | 686      | 79370    | 79217      |
| Sainte-Blandine                | 608      | 79370    | 79240      |
| Saint-Médard                   | 92       | 79370    | 79282      |
| Thorigné                       | 1 142    | 79370    | 79327      |

Na de herindeling van de kantons bij decreet van 18 februari 2014 met uitwerking op 22 maart 2015 omvatte het kanton 27 gemeenten.
Op 1 januari 2017 werden de gemeenten Mougon en Thorigné samengevoegd tot de fusiegemeente (commune nouvelle) Mougon-Thorigné. Op 1 januari 2019 werden daar de gemeenten Aigonnay en Sainte-Blandine aan toegevoegd om zo de commune nouvelle Aigondigné te vormen.

Op 1 januari 2019 werd de gemeente Saint-Médard toegevoegd aan de gemeente Celles-sur-Belle die daarmee het statuut van commune nouvelle kreeg.

Eveneens op 1 januari 2019 werden de gemeenten Prailles en La Couarde samengevoegd tot de fusiegemeente (commune nouvelle) Prailles-La Couarde.
Sindsdien omvat het kanton volgende 22 gemeenten : 
- Aigondigné
- Avon
- Beaussais-Vitré
- Bougon
- Celles-sur-Belle
- Chenay
- Chey
- Exoudun
- Fressines
- Lezay
- Messé
- La Mothe-Saint-Héray
- Pamproux
- Prailles-La Couarde
- Rom
- Saint-Coutant
- Sainte-Soline
- Salles
- Sepvret
- Soudan
- Vançais
- Vanzay